# Ashville (Alabama)
Ashville város az USA Alabama államában. Lakosainak száma 2346 fő (2020. április 1.).

## Népesség
A település népességének változása:
| Lakosok száma | 2511 | 2212 | 2346 |
|               | 2007 | 2010 | 2020 |